# Új Nemzeti Párt
Az Új Nemzeti Párt (afrikaans nyelven: Nuwe Nasionale Party) egy dél-afrikai politikai párt volt, amelyet 1997-ben alapítottak az országot 1948 és 1994 között irányító Nemzeti Párt utódjaként. A névváltoztatás kísérlet volt arra, hogy a párt elhatárolódjon az apartheidos múltjától, nagyrészt polgári-konzervatív pártként.
A kísérlet nagyrészt sikertelen volt, 2005-ben az Új Nemzeti Párt kongresszusán a párt feloszlatásának megszavazásával lezárult annak hétéves története.

## Választási eredményei
| Év   | Vezető                  | Szavazatok | %     | Mandátumok | +/– | Pozíció | Státusz  |
| ---- | ----------------------- | ---------- | ----- | ---------- | --- | ------- | -------- |
| 1999 | Marthinus van Schalkwyk | 1 098 215  | 6,87% | 28 / 400   | 54  | 4.      | ellenzék |
| 2004 | Marthinus van Schalkwyk | 257 824    | 1,65% | 7 / 400    | 21  | 6.      | ellenzék |

## Fordítás
Ez a szócikk részben vagy egészben  a   New National Party című angol Wikipédia-szócikk ezen változatának fordításán alapul.  Az eredeti cikk szerkesztőit annak laptörténete sorolja fel. Ez a jelzés csupán a megfogalmazás eredetét és a szerzői jogokat jelzi, nem szolgál a cikkben szereplő információk forrásmegjelöléseként.